# Sushani
Sushani (en ruso: Сушаны) es una pequeña aldea (seló) situada en el raión de Klímovo del óblast de Briansk en Rusia.

## Geografía
El pueblo está ubicado en el suroeste del óblast de Briansk, en la zona de bosques de coníferas y hojas caducas, dentro de las tierras bajas de Polesia, muy cerca de la frontera estatal entre Rusia y Ucrania. Se encuentra a unos 18 kilómetros al sureste de la localidad de Klímovo, el centro administrativo del distrito. La altura absoluta es de 145 metros sobre el nivel del mar.
El clima se caracteriza por ser continental templado, con veranos moderadamente cálidos e inviernos relativamente suaves. La temperatura media anual es de 5,2 °C. La temperatura media del mes más cálido (julio) es de 18,2 °C (la máxima absoluta es de 36 °C); el mes más frío (enero), la temperatura baja hasta los -8,1 °C (mínimo absoluto -37 °C). El período libre de heladas dura un promedio de 158 días. La precipitación media anual es de 590 mm, la mayor parte de las precipitaciones caen durante el período cálido. La capa de nieve dura aproximadamente 113 día.
El pueblo de Sushani, como todo el óblast de Briansk, se encuentra en la zona horaria MSK (hora de Moscú). El desplazamiento de la hora aplicable desde UTC es +3:00.

## Historia
El 2 de marzo de 2023, en el curso de la invasión rusa de Ucrania, las autoridades rusas informaron de un ataque contra las pequeñas aldeas de Liubechane y Sushani. Poco después del ataque, el Cuerpo de Voluntarios Rusos, formado por nacionalistas rusos antigubernamentales de extrema derecha que luchan por Ucrania,  asumió la responsabilidad del ataque. Ucrania calificó el ataque de provocación. Mientras que el presidente de Rusia lo calificó de ataque terrorista.
En el ataque murieron dos civiles y un niño de diez años resultó herido de gravedad.

## Demografía
De 2010 a 2013, la población del asentamiento disminuyó de 200 a 180. Según el censo ruso de 2002, los rusos constituían el 96 % de la población, que en ese momento era de 269 habitantes.